# Народни музеј Ниш
Народни музеј Ниш је прва је установа те врсте основана 1. априла 1933. године од стране група заљубљеника окупљена око те године основаног Музејског друштва, чији су најистакнутији чланови били и његови оснивачи – Адам Оршић Славетић, Рудолф Братанић, Боривоје Гојковић, Александар Ненадовић и Боривоје Поповић. Као установа комплексног типа, у својим фондовима музеј данас има око 40.000 експоната из области историје и историје уметности, археологије, етнологије, културне историје и нумизматике и две спомен збирке, Стевана Сремца и Бранка Миљковића. У његовом саставу су и конзерваторско-препараторске радионице, фото лабораторија и библиотека (са преко 10.000 књига).
Поред зграде у улици Генерала Милојка Лешјанина 14 и зграде у Николе Пашића 59 (где се налази и стална археолошка поставка), у саставу Музеја су и археолошки локалитет Медијана, историјски споменик Ћеле Кула, изложбени простор Галерија Синагога, Концентрациони логор на Црвеном крсту и нише у Тврђави које се користе као сувенирница.
Иако постоји скоро осамдесет година, Музеј није добио своју наменску зграду, и званично се налази на две адресе у улицама; Генерала Милојка Лешјанина 14 и Николе Пашића 59
Музеју је је 2023. године додељен Сретењски орден другог реда.

## Предисторија
Музејска делатност у Нишу зачета је током 19. века, након повећаног интересовања страних путописаца за Србију и након добијања унутрашње самоуправне границе добијене хатишерифом из 1830. и 1833. године. Прикупљајући податке о прошлости Србије они су полако почели да презентују своја истраживања још у време Османлија. Међу њима су били најзначајнији Ламартин који је 1833. објавио податке о Ћеле-кули, а седам година и Немац Ами Буе, који је писао етнографском богатству југоисточне Србије и нишког краја.

## Историја
Народни музеј у Нишу основала је 1. априла 1933. године група нишких музеолошких ентузијаста окупљена око (исте године године, основаног) Музејског друштва, под именом Историјски музеј.
Првих месеци постојања Музеј је привремено био смештен у згради Учитељског дома. Прву музејску изложбу приказану у овом објекту видело је неколико хиљада посетилаца.
Шест месеци након свог оснивања (22. октобра 1933), музеј је пресељен у кућу Христодулуових тада називану и Христодулов конак. Тада је и званично отворен под именом Историјско – етнографски музеј града Ниша.

### Музеј између два светска рата
У периоду од 1934—1939. године, иако без регулисаног питања финансирања, Управа музеја организовала је археолошке истраживачке радове, који су у неколико наврата у различитом трајању, изведени на простору Ниша и околине. У истраживањима је учествовао већи број еминентних археологије тог периода – Никола Вулић, Јован Ковачевић, Боривоје Поповић и Владимир Фјукс.
У том периоду изграђена је зграда музеја на Медијани и покренуто издавање Моравско археолошког гласника. Артефакти музеја били су разврстан у седам збирки (нумизматика, праисторија, антика, средњи век, збирка уметничких слика и збирка оружја). 
| „ | Захваљујући смештајним могућностима и могућностима презентације, ова стална музејска поставка, по концепцији, стручном раду и и богатству експоната представљала је једну од најбогатијих у Србији. | ” |

### Музеј у току Другог светског рата
Други светски рат прекинуо је једну од најпродуктивнијих етапа у развоју музеја. У току савезничко бомбардовању Ниша, огромну штету претрпео је град и његово становништво а 2. септембра 1944. године, и зграда музеја која је страдала од директног поготка бомбе, која је том прилико уништила велики број прикупљених артефаката.
Немачки нацистички окупатор је опљачкао збирку накита, збирку кујуџијских радова и друге вредне предмете из Етнографског музеја у Нишу.

### Музеј од 1945 до данас
Првобитна зграда музеја обновљен је 1945. године, али не и њена етнографска збирка артефаката која је у ратном вихору потпуно изгубљена, док су друге збирке биле преполовљене.
Назив Народни музеј Ниш, ова установа добила је 1947. Њен први задатак је био да обнови музејске поставке и анимира свест код грађана о потреби за сакупљањем старина. Поред откупа и поклона, настао је период у коме су се музејске збирке, поред откупа, поново попуњавале и путем археолошких истраживања.
Музеј је 1950. године пресељен у нове просторије у улици Станка Пауновића (данас улици Милојка Лешјанина) у којима се налази и данас. У овој згради смештено је историјско одељење под називом Музеј НОБ-а, а у згради бивше банке, једноспратној згради саграђеној 1894. године у нео-класичном стилу, у улици Петог конгреса (данас улици Николе Пашића), изложена је стална археолошка поставка музеја.
Године 1951. основана је Уметничка галерија у некадашњој Синагоги, а наредне године отворено је меморијално одељење Мија Станимировић, чија је поставка уклоњена 1957. године. Стална поставка спомен музеја на логору Црвени крст отворена је 1967. године.
У овом периоду даљем ширењу музеолошке презентације Народног музеја највише су допринели познати научни радници из Београда, међу којима су предњачили Ђорђе Мано Зиси, Милутин Гарашанин и Миодраг Грбић. Они су покренули нову сталну археолошку поставку музеја 1965. године.
Од последица НАТО бомбардовања 7. априла 1999. поново је оштећен.

## Задаци музеја
Основни задаци Народног музеја су прикупљање, чување и презентација културних вредности у духу музеолошких принципа, који пре свега обухватају прикупљање, чување, документовање, изучавање и презентацију музејских вредности из ширег окружења и прибављање сазнања о историјским контекстима њиховог настанка.
Музеј се брине о чувању и унапређењу културног наслеђа као и о ширењу општих културних вредности и испуњавању васпитно – образовних задатака, кроз идеје и доживљаје које ствара. Он тако служи као извор знања, активног образовања и комуникацијски центар који афирмише вредности Нишког краја и његовом општем развоју.
Музеј се бави и издавање публикација. Пре свега научно-стручног гласила Музеја под називом „Зборник“ у коме радове објављују не само радници Музеја већ и велики број сарадника из других установа и музеја. Поред овог гласила музеј такође сваке године објављује и велики број различитих публикација, из области археологије, историје, уметности итд.

## Музејске збирке
Од свог оснивања нишки музеј је установа комплексног типа са археолошком, етнографском, историјском и уметничком збирком, одељењем књижевне заоставштине, едукације, документације и конзервације. Музеј поседује фотолабораторију и библиотеку са преко 14 000 публикација, међу којима је велики број старих и ретких издања.
У музеју се налази и већи број средњовековних предмета из периода након ослобађања од Турака 1878-1941, као и етнолошка збирка посвећена обичајима и свакодневном животу из Понишавља.
Прву збирку слика музеј је основао захваљујући дародавцима. Међу неколико дародаваца који налази се и име Моше Шоамовића. Захваљујући његовој личној донацији Музеј поседује колекцију цртежа његових савременика, које су биле изложене у кући Христодулових у којој је био смештен Музеј. Добар део ових радова је страдао 2. септембра 1944. године за време бомбардовања Ниша. Данас се у Збирци историје уметности чува осамнаест дела, од чега седамнаест цртежа рађених оловком и један портрет урађен уљем на картону и две колорисане фотографије заведене у студијску
збирку.
Народни музеј у Нишу био примарно је био надлежан, од 1964 – 1969. године, за рад новоосноване Ликовне колоније Сићево, као непосредан организатор рада Колоније и њених традиционалних јесењих изложби, донираних и откупљених радова учесника Колоније. У организацији Народног музеја, у прва пет сазива, у Сићевачкој колонији боравило је шездесет уметника из свих крајева Југославије, укључујући и четири из иностранства.
Из тог периода, у богатом ликовном фонду нишког Музеја („Збирка савремене уметности”), чува се осамдесет осам уметничких дела насталих у Ликовној колонији Сићево, у периоду од 1964. године, када је и обновљен рад некадашње колоније, до 1970. године, од када старање о организовању Колоније и излагању радова преузима на себе новооформљена Галерија савремене ликовне уметности у Нишу.
У својим фондовима Народни музеј Ниш има преко 40 000 предмета, из области археологије, историје и историје уметности, а поседује и две спомен збирке, Стевана Сремца и Бранка Миљковића. Народни музеј се стара и о културним добрима од изузетног значаја: археолошко налазиште Медијана, споменик Ћеле кула и меморијални музеј „12. фебруар”.

### Археолошка збирка
Археолошка збирка има експонате из времена праисторије који су пронађени у околини града. Највећи број експоната је из касноантичког времена са археолошког локалитета Медијана који се налази у Нишу. Византијски и средњовековни период су такође заступљени (као што су портрет византијске царице и стари српски накит из 12. века са локалитета Св. Пантелејмон).
- Археолошка збирка

### Збирка историје уметности
Збирка историје уметности садржи 858 слика, скулптура, цртежа и графика. Ова збирка настала је у Народни музеј у Нишу када је он био примарно је био надлежан, од 1964 – 1969. године, за рад новоосноване Ликовне колоније Сићево. Тада је у прва пет сазива, у Сићевачкој колонији боравило је шездесет уметника из свих крајева Југославије, укључујући и четири из иностранства, који су за собом оставили 858 уметничких дела.
- Део слика из збирке историје уметности
- Шпиро Боцарић - Кнегиња Зорка, Народни музеј у Нишу, 1883.
- Стеван Тодоровић - Портрет жене у грађанској ношњи, Народни музеј у Нишу, 1861
- Стеван Тодоровић - кнез Михаило, Народни музеј у Нишу, 1875.
- Новак Радонић - Портрет мушкарца у униформи, Народни музеј у Нишу, 1854.
- Коста Јанковић - Димитрије Чохаџић, Народни музеј у Нишу, 1872.
- Стеван Алексић - Портрет мушкарца, Народни музеј у Нишу, 1922.
- Пашко Вучетић - Улазак у Јеврејску махалу, Народни музеј у Нишу, 1907.
- Пашко Вучетић - Портрет Аце Стојановића, Народни музеј у Нишу, 1923.
- Влахо Буковац - Портрет жене са златном минђушом, Народни музеј у Нишу, I половина XX века

### Историјска збирка
Историјска збирка постоји од оснивања музеја 1933. године. Први музеј је и радио под називом историјско – етнографски музеј града Ниша. Прва музејска поставка између осталих имала је и збирку оружја. Већина експоната из ове збирке страдала је у савезничком бомбардовању почетком септембра 1944. године када је погођена зграда музеја.
После Другог светског рата ова збирка поседује предмете из нишког краја током минулих мирнодопских и ратних периода.

### Спомен збирке
У оквиру музеја се може посетити и спомен збирка предмета везаних за живот и дело писца Стевана Сремца и песника Бранка Миљковића.

## Објекти
У саставу Музеја су следећи објекти: Уметничка галерија у некадашњој синагоги, Логор Црвени крст, Археолошки локалитет Медијана и Ћеле-кула.

### Археолошки локалитет Медијана
Медијана, римска Медијана (лат. Mediana) данас археолошки локалитет у источном делу Ниша, на пола пута за Нишку Бању, у време владавине цара Константина Великог, римско насеље или комплекс летњих резиденција типа урбаних вила и велико пољопривредно газдинство, отвореног типа, покрај пута, који је од Наиса водио ка истоку, према Сердици и даље према Константинополису. Насеље је настало на самом крају 3. или почетком 4. века.
Од римске Медијане треба разликовати археолошко налазиште „Медијана групе“ (главно археолошко налазиште из бронзаног доба у насељу Брзи Брод, која је у непосредној близини римске Медијане).
Војни походи, духовна превирања, културне промене и институција стварања великих газдинстава, типа урбаних вила и палацијалних комплекса ван градског језгра од стране царева и богатих грађана у античком Риму, отворила је и пут у изградњи сличних газдинстава и вила, са вртним окружењем, не само у Риму, већ и дуж читавог Римског царства. Везаност за место рођења и поседе земље, као и осећај припадности пореклу са села, и неодољива страст према показивању стеченог богатства, и његовом увећавању, био је прави изазов у стварању нове уметности – уметности изградње велелепних вила са богато уређеним вртовима, у којој су се несебично такмичили римски цареви али и њихови имућни грађани.
Истом утицају подлегао је и извесни Реметалк (лат. Roimetalkes), са титулом (грч. ‛ο διασημότατος), коју су обично носили припадници витешког ранга, и која се у неким другим античким градовима среће уз имена гувернера провинције (Пауталија, Томис), блиски пријатељ Константина Великог, који је у царевом, родном Наису у 3. веку започео градњу велелепног комплекса на простору Медијане.

### Меморијални комплекс 12. фебруар
Меморијални комплекс 12. фебруар, познатији као Логор на Црвеном Крсту састоји се од централне зграде затвора, три помоћне зграде, четири стражарске кућице, две куле осматрачнице и два торња. Централна логорска зграда има два спрата и поткровље на ком се налазило 20 самица. У приземљу се налази сто и клупе као и сено на коме су логораши спавали. У поткровљу се налазе 20 самица, а у некима од њих је под био покривен бодљикавом жицом. И данас се још увек се на зиду могу видети аутентичне поруке које су логораши исписивали. Поруке говоре о неким логорашима и датуму када су отишли у Немачку.

### Галерија Синагога
Поуздано се зна (из бележака неколицине старих нишких градитеља и архитеката) „да су Синагогу пројектовале београдске архитекте Милан Капетановић (1859-1934) и Виктор Азриел (око 1870-1936), који су били идејни творци и београдске синагогу 1908. године. Међутим Пеша Гедаља, стари Нишлија, тврдио је да је зграда дело архитекте Јаше Албабе“.
Синагога, некада јеврејски верски објекат, дат је Народном музеју у Нишу на газдовање 1957. године, јер је био ван употребе. Зуб времена и поремећена статика због изградње објеката у непосредној близини, као и подужи судски спор, пролонгирали су реконструкцију Синагоге и њено оспособљавање за презентације Народног музеја.
Због неупотребе и пропадања зграде, Градске власти Ниша су 1970. у договору са Јеврејском вероисповедном општином у Нишу постигле договор, да зграду синагоге због неупотребе за верске потребе ове заједнице, купи Народни музеј у Нишу, по цени од 100.000 динара, како је то и регулисано у купопродајном уговором бр. 559/1-70-295 од 29. маја 1970. Продајом синагоге она је престала да буде сакрални објекат и постала је само и искључиво галерија — изложбени простор Народног музеја у Нишу.
Као архитектонска и историјска вредност 1986. године, зграда синагоге стављена је под заштиту државе, а о заштити саме зграде, као заштићеног културног наслеђе, поред Народног музеја, бригу води и Секторски завод за заштиту споменика културе у Нишу, као надлежна институција.
Од друге половине 1970. године, након привремене санације, зграду је Народни музеј у Нишу прво користио као изложбени простор, затим као продајни салон намештаја, магацински простор, да би нешто касније престала њене употреба а објекат, без икакве намене, је поново препуштен зубу времена. На ово је умногоме утицала тешка материјална ситуација у задњој деценији 20. века, у култури Србије и култури Града Ниша, изазвана инфлацијом, НАТО агресијом и другим проблемима насталим након распада СФР Југославије.
Тек у јесен 2001. године Народни музеј је започело се са новом санацијом и реновирањем објекта, које је након бројних проблема окончано свечаним отварањем 2009. Синагога је те године преименована у вишенаменски „храм“, културе, на велико задовољство грађана Ниша, али и Јеврејске заједнице у Србији јер је су синагоги враћени стари сјај, и сва обележја из времена њеног оснивања.
Данас се синагога у Нишу, уместо за верске обреде користи као „храм културе“, за одржавање бројних изложби концерата, књижевних вечери итд. У њој уместо проповеди Рабина и гласова личних молитви Јевреја, одзвања музика и песма са многобројних концерата, глас песника са књижевних дешавања, или „глас“ тишине са бројних изложби и музејских поставки.

### Ћеле-кула
Ћеле-кула је споменик из Првог српског устанка који је у знак одмазде тадашња Турска власт у Србији изградила од лобања, погинулих српских ратника, предвођених Стеваном Синђелићем, у бици на Чегру. Налази се на 4 km од центра Ниша, на путу ка Нишкој Бањи. Сврстана је у споменике културе од изузетног значаја за Републику Србију и данас представља један од музејски објекат Народног музеја Ниш.
Иако је у другој половини 19. века, један од модернизатора турске државе Митхат паша донео одлуку да се кула сруши, то није извршено због интервенције нишких Турака.
Тако је све до 1892. Ћеле-кула била изложена времену, након чега је прилозима из читаве Србије, према пројекту архитекте Димитрија Лека, изнад ње подигнута данашња капела. Године 1937, приликом прославе шездесетогодишњице ослобођења Ниша од Турака, чишћењем средишњег дела објекта, пронађено је више лобања, које су поново уграђене у кулу.
Данас је преостало само 58 лобања, а једна од њих је посебно издвојена на пиједесталу, као лобања вође устанка Стевана Синђелића.
2014. године амерички магазин „Mental floss“ је навео Ћеле-кулу као највећу грађевину направљену од људских костију.

### Археолошка сала
Археолошка сала Народног музеја у Нишу, налази се у строгом центру града између улица Николе Пашића, Александра Ненадовића и Боривоја Гојковића.
У археолошкој сали Народног музеја изложени су бројни експонати о једном делу историјског и цивилизацијског развоја града Ниша, почев од праисторије до пада Римског царства.
Од предмета изложених у сталној поставци налазе се:
- предмети из праисторије стари преко 1000 година нађених на археолошким локалитетима из праисторије, Бубњу и Хумској чуки,
- предмети из доба владавине Римљана као што су римски новац (из 4. века века), копија портрета цар Константина, скулптуре Јупитер на трону и портрет византијске царице Теодоре, војне повеље, статуе, тробојни споменици, остаци ограде римске виле са локалитета Медијана,
- предмети из средњег века, накит, камене иконе, фреске и крстови.

## Организација рада
Народни музеј Ниш своју делатност спроводи кроз одељења и одсеке:
Одељење археологије
Одсек праисторије
Први праисторијски предмети из околине Ниша прикупљени су тридесетих година 20. века од стране чланова Друштва пријатеља музеја, а прва стручна ископавања обављена су 1928. године на локалитету Плочник код Куршумлије. После Другог светског рата систематска ископавања обављена су на локалитету Бубањ (од 1954—1958. године), и Великој хумској чуки 1956. године. Касније је извршено још неколико ископавања, сва су била мањег обима и ограниченог временског трајања. Данас се у збирци Одсека праисторије налази преко 5000 предмета, који припадају следећим историјским периодима:
- Старије камено доба – палеолит (30.000 – 10.000 година п. н. е.), локалитет Кременац.
- Млађе камено доба – неолит (крај шестог миленијума п. н. е. – око 3.000 година п. н. е.), локалитет Велика чесма у Вртишту, локалитет Селиште у Паси Пољани, локалитет Катун код Алексинца,
- Бакарно доба – енеолит (од 3000 – 2000 година п. н. е.), локалитети Бубањ и Велика хумска чука,
- Бронзано доба (око 2000 -1200 године п. н. е.), са гробним налазом из Медошевца и великим насељем Медијана, које се налази поред истоименог античког насеља,
- Гвоздено доба (око 1200 године п. н. е.) са гробним налазима из Вртишта, локалитет Брег-Утрина и појединачни налази са различитих локалитета.

Одсек антике
Одсек антике Народног музеја у Нишу основан је 1933. године када и Музеј. У њој су заступљени предмети са територије града Ниша (археолошки локалитети Наисус и Медиана), као и са бројних налазишта у околини Ниша и ширем региону.
У збирци се налази преко 1.500 предмета из свих области људског стваралаштва: економије, свакодневног живота, примењене, ликовне и уметности у најширем смислу. Хронолошки је подељена на два дела: збирке Рима и Византије и обухвата период од I до VI века наше ере. Од вреднијих предмета су; бронзани портрет византијске царице, портрет једног од тетрарха (Галерије) од порфира и бронзана статуета Јупитера на престолу.
Одсек средњи век
Одељење нумизматике и епиграфике
Од оснивања Музеја, 1936. године постоји нумизматичка збирка са неколико хиљада комада. Део оставе римског сребрног новца, из села Каменице у околини Ниша, био је први већи налаз који је значајно обогатио збирку.
У депоима Музеја тренутно се налазе следеће нумизматичке збирке из временских период, од 4. века пре н.е. до данашњих дана:
- Збирка римског новца (која је најбројнија, са 8.500 комада појединачних налаза и неколико скупних налаза новца – остава).
- Збирка грчког новца,
- Збирка византијског новца,
- Збирка средњовековног новца
- Збирка новца новијег доба.

У збиркама до данашњих дана, има преко 11.500 комада.
Епиграфска збирка броји близу 150 споменика. У њој преовлађују споменици из римског доба или античког Ниша и Тимакум Минуса (село Равна код Књажевца). Највећи број споменика има урезан натпис на латинском, а само мали број на грчком језику (вотивне иконе и скулптуре). Споменици обухватају временски период од 1 – 6. века и разнородни су по садржају.
Значајни предмети збирке су: римска војничка диплома (Две бронзане плочице са натписом на све четири странице), вотивни споменик Марка Аурелија Посидонија, декуриона муниципија Наиса (II век), вотивне статуе Асклепија и Хигије од порфира са натписом на грчком и др.
Одељење етнологије
Формирано је када и Музеја 1933. године, чију збирку су тада чинили поклоњени предмети чланова Друштва пријатеља музеја. До рата 1941. године водили су га ентузијасти – љубитељи народног стваралаштва и историје на челу са Александром Ненадовићем и Боривојем Гојковићем, врсним познаваоцима нишке прошлости и културе. Захваљујући њиховом раду етнолошка збирка, уочи Другог светског рата била је једна од богатијих у Србији по броју и разноврсности предмета. У савезничком  бомбардовању Ниша 1944. године страдала је зграда Музеја (Конак Христодулових), а у рушевинама је нестао велики број предмета из  одељења и Музеја.
Етнолошко одељење је данас са својом бројним збиркама, изложбама, истраживачким радовима и другим активностима надрасло оквире музеја комплексног типа.  Заслужује да се његов рад у будућности одвија у самосталном етнолошком музеју који би својим радом и ангажовањем директно утицао на снажније чување материјалне и нематеријалне културне баштине, народног живота и традиције Ниша и околине.
Одељење историје
Ово одељење постоји од оснивања музеја 1933. године, јер је први музеј и радио под називом историјско—етнографски музеј града Ниша. Прва музејска поставка (од које је већина експоната страдала у савезничком бомбардовању Ниша почетком септембра 1944. године када је погођена зграда музеја између) међу осталим експонатима имала је и збирку оружја.
После Другог светског рата по усељењу у нову зграду  историјско одељење основало је фонд који данас броји око 4000 предмета распоређених у неколико збирки из нишког краја током прошлих мирнодопских и ратних периода.
Главне збирке овог одељења су: 
- Збирка оружја,
- Збирка фотографија и разгледница,
- Збирка одликовања, која је једна од највреднијих збирки. Збирка одликовања, је годинама уназад обогаћивана путем откупа и поклона, и у њој се чувају врло вредни примерци са краја 19. и почетка 20. века као што су нпр. одликовања и медаље пуковника Мирослава Пилетића, сина сердара Јолета Пилетића, затим Орден Таковског крста Првог реда из 1878. године, Сребрна медаља за храброст из 1876. године и многе друге.
- Збирка архивске документације и других предмета, из ослободилачких ратова.

Из Првог светског рата у одељењу се налазе предмети са Крфа и са пробоја Солунског фронта који говоре о тежњама и жељама људи овога краја Србије за националним ослобођењем.
Поред наведених Збирки у склопу историјског одељења налази се и Спомен музеј „12. фебруар” у логору на Црвеном крсту у Нишу, где је у аутентичном амбијенту изложена стална поставка са обимним материјалом везаним за дешавања у логору.
Одељење историје уметности
Збирку предмета ликовне уметности која постоји од оснивања музеја 1933. године, чиниле су иконе, поклони виђенијих нишких породица, као и слике и цртежи, дарови нишких стваралаца. Почетни фонд садржао је око 50 дела, међу којима су се по значају и броју издвајала 30 цртежа нишких типова, поклон минхенског ђака и професора Гимназије, Моше Шоамовића, као и неколико радова професора Нишке Гимназије Василија Рудановског, руског емигранта. Већина експоната страдала је почетком септембра 1944. године, када је зграда Музеја погођена у савезничком бомбардовању.
После Другог светског рата Збирка ликовне уметности прерасла је у Уметничку галерију, која је егзистирала до 1970. године. Када је 1970. године у граду формирана Галерија савремене ликовне уметности као самостална установа, Музеј је престао са откупом дела са текућих изложби. Од те године основана је садашња Збирка историје уметности.
Одељење за проучавање књижевне заоставштине
Одељење за конзервацију и рестаурацију
Од оснивања 1933. године до 1962. када је основана конзерваторског одељења Народни музеј се поред сакупљања и чувања покретних културних добара бавио и заштитом и превентивним одржавање артефаката, док се стручна конзервација значајнијих предмета обављала у Народном музеју у Београду.
Запошљавањем едукованог конзерватора 1962. године, створени су услови за формирање конзерваторског одељења, у коме се радила конзервација и заштита предмета од керамике, камена и дрвета.
Оснивањем лабораторије 1984. године, конзерваторски рад је проширен и на предмете од метала, а неколико година касније и на предмете од текстила.
Током бомбардовања Ниша и околине, 1999. године, просторије конзерваторско-рестаураторског одељења, које су се налазиле у Музеју „12. фебруар” у Логору на Црвеном крсту, претрпеле су велика оштећења. Проблем простора је делимично решен адаптацијом просторија у згради Музеја 2003. и 2006. године.
Примарна делатност одељења конзервације и рестаурације је заштита и обрада покретних културних добара од метала, камена, керамике, текстила, стакла и дрвета из области археологије, нумизматике, епиграфике, историје, историје уметности, етнологије, са циљем њиховог излагања и истраживања.
Поред превентивне заштите музејских предмета у депоима и на изложбеним поставкама, стручњаци овог одељења обављају и едукацију младих колега из других музеја у Србији.
Одељење за документацију са фотослужбом и библиотеком
Одељење за едукацију, комуникацију и односе с јавношћу